# Daniël Campion
Daniël Campion (1868-1939) was een Vilvoords advocaat, industrieel en politicus.

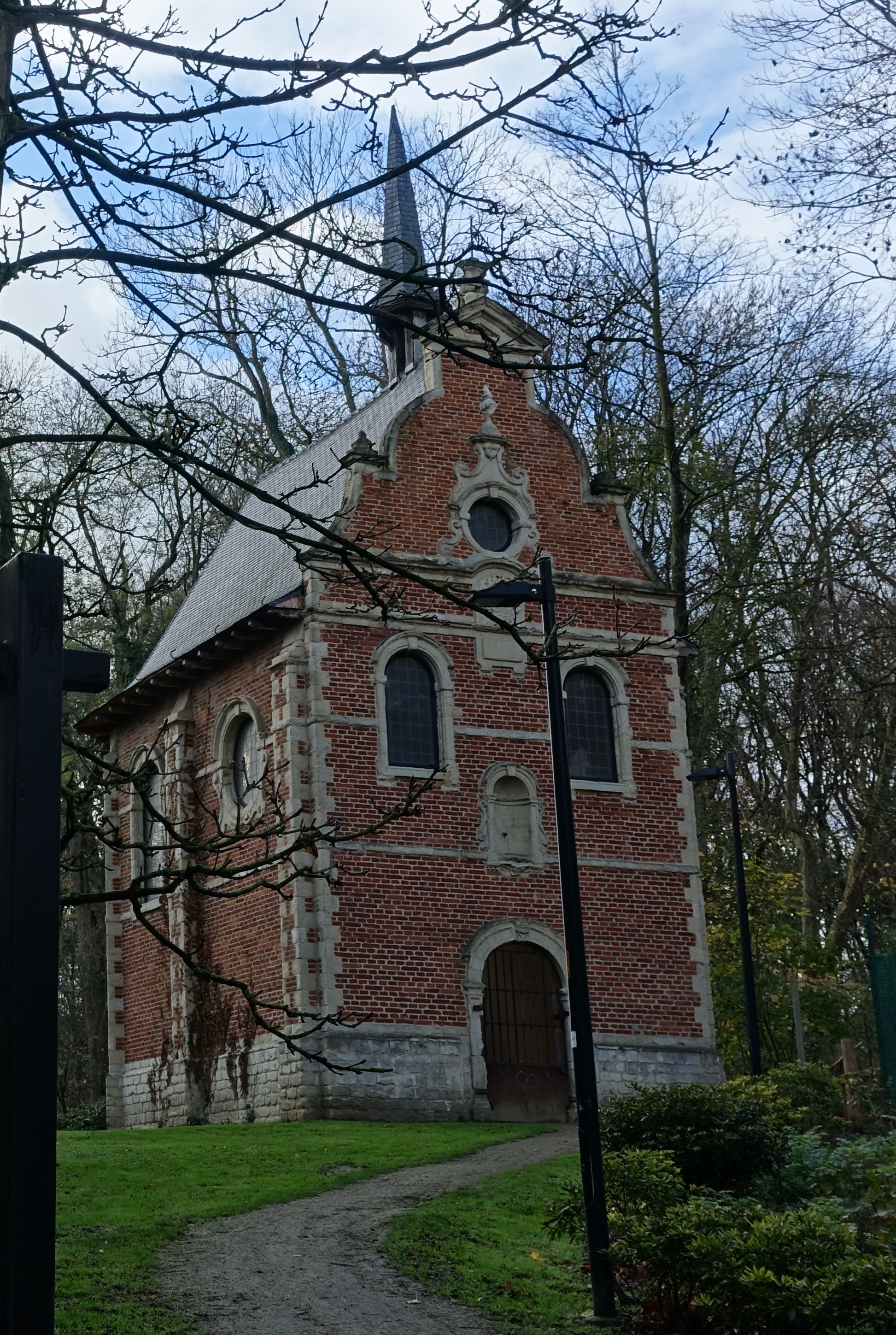
De Lendrikkapel op het voormalige privé-domein van Campion, nu Domein Drie Fonteinen

Campion was eigenaar van een landgoed in het noordelijke deel van wat nu Domein Drie Fonteinen is.
In 1908 stichtte Campion de privé-vervoersmaatschappij Chemin de Fer Industriel om de bedrijven in de Vilvoordse haven te ontsluiten.
Campion was daarnaast actief in de industrie via zijn Molens Drie Fonteinen, een industriële maalderij langs het kanaal in het Vilvoordse gehucht Drie Fonteinen. Hij liet een tunnel met transportband onder het kanaal bouwen zodat de zakken bloem van de molens op de linkeroever naar de opslagplaatsen op de rechteroever getransporteerd konden worden.. Tijdens de Eerste Wereldoorlog kon Campion er door zijn positie bij de Molens voor zorgen dat de Vilvoordse bevolking van een hongersnood (zoals in Brussel) gespaard bleef. In 1919 wordt hij beheerder van de onderneming.
Van 1921 tot en met 1933 was Daniël Campion liberaal gemeenteraadslid en schepen van Vilvoorde.

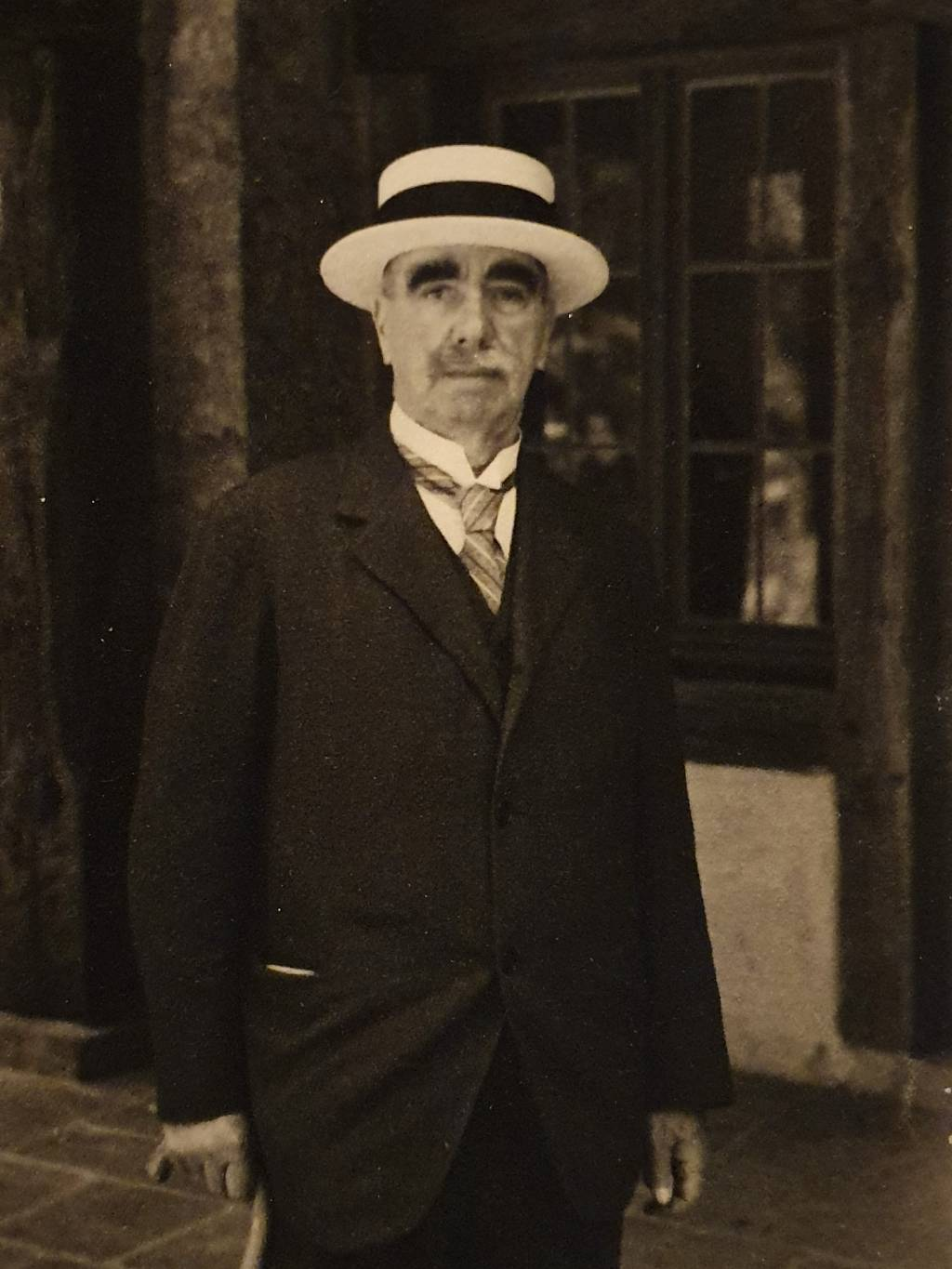
Daniel Campion in 1929

Toen de Lendrikkapel in Ransbeek-Heembeek rond 1930 sterk bedreigd werd door de bouw van een enorme cokesfabriek (Cokeries de Marly), liet Daniël Campion, toenmalig gemeenteraadslid, de kapel in 1930-1931 steen voor steen afbreken en op de huidige plaats heropbouwen in de periode 1933-1934.
In het stadscentrum van Vilvoorde werd de Campionlei naar zijn vader, Ferdinand Campion, vernoemd.